# André Voisin
André Voisin (* 7. Januar 1903 in Dieppe; † 21. Dezember 1964 in Havanna) war ein französischer Biochemiker und Landwirt. Sein bekanntestes Werk ist „Die Produktivität der Weide“ (Productivité de l’herbe) von 1957, das sich mit der nachhaltigen Bewirtschaftung von Weideland befasst und in zahlreiche Sprachen übersetzt wurde.

## Leben
Voisin wurde 1903 in Dieppe in eine Familie relativ wohlhabender Landwirte geboren. Seine Schulbildung schloss er am Lycée Louis-le-Grand in Paris ab. Nach dem Militärdienst in der Französischen Marine graduierte er 1924 in Biochemie an der École supérieure de physique et de chimie industrielles de la ville de Paris. In den folgenden Jahren arbeitete er als Ingenieur in der Gummiindustrie. 1936 studierte er in Heidelberg die deutsche Sprache.
Während des Zweiten Weltkrieges diente Voisin erneut in der französischen Marine. 1940 wurde er nach Großbritannien evakuiert, wo er kurzzeitig als Attaché bei der Admiralität der Forces françaises libres diente. Noch im gleichen Jahr kehrte er nach Frankreich zurück, um das Land seiner Familie zu bewirtschaften; währenddessen unterstützte er die Résistance. 1943 heiratete er Martha Rosine Fernagu.
Nach dem Ende des Krieges wandte sich Voisin ganz der Landwirtschaft zu. Er veröffentlichte mehrere Bücher, die sich hauptsächlich mit der Effizienz und Nachhaltigkeit der Weidelandwirtschaft befassen. Dabei richtet er besonderes Augenmerk auf das Verhalten der Nutztiere und ihre Auswirkung auf die Vegetation. Sein Werk fand international Beachtung und er unternahm zahlreiche Vortragsreisen. Ab 1956 war er Privatdozent am École nationale vétérinaire d’Alfort.
Obwohl Voisin dem Sozialismus politisch nicht nahe stand, folgte er 1964 einer Einladung Fidel Castros an die Universität von Havanna. Dort begann er am 8. Dezember eine Vortragsreihe und erhielt am 11. Dezember eine Ehrendoktorwürde. Am 21. Dezember erlitt André Voisin einen Herzinfarkt und verstarb in Havanna, wo er auch beigesetzt wurde.

## Werke
- Die Produktivität der Weide. München, BLV, 1958
- Boden und Pflanze: Schicksal für Tier und Mensch. München, BLV, 1959
- Lebendige Grasnarbe. München, BLV, 1961
- Über die Verbindung der Gesundheit des modernen Menschen mit der Gesundheit des Bodens. Köln, Westdeutscher Verlag, 1962
- Die Kuh und ihre Weide. München, BLV, 1962
- Die Weidetetanie. München, BLV, 1963